# Taekwondo a 2008. évi nyári olimpiai játékokon
A 2008. évi nyári olimpiai játékokon a taekwondo versenyszámait augusztus 20. és 23. között bonyolították le Pekingben. Mind a nőknél, mind a férfiaknál négy súlycsoportban avattak bajnokot.

## Éremtáblázat
(A rendező ország csapata eltérő háttérszínnel, az egyes számoszlopok legmagasabb értéke vagy értékei vastagítással kiemelve.)
| A 2008. évi nyári olimpiai játékok éremtáblázata taekwondóban | A 2008. évi nyári olimpiai játékok éremtáblázata taekwondóban | A 2008. évi nyári olimpiai játékok éremtáblázata taekwondóban | A 2008. évi nyári olimpiai játékok éremtáblázata taekwondóban | A 2008. évi nyári olimpiai játékok éremtáblázata taekwondóban | Olimpia  |
| ------------------------------------------------------------- | ------------------------------------------------------------- | ------------------------------------------------------------- | ------------------------------------------------------------- | ------------------------------------------------------------- | -------- |
|                                                               | Ország                                                        | Arany                                                         | Ezüst                                                         | Bronz                                                         | Összesen |
| 1.                                                            | Dél-Korea (KOR)                                               | 4                                                             | 0                                                             | 0                                                             | 4        |
| 2.                                                            | Mexikó (MEX)                                                  | 2                                                             | 0                                                             | 0                                                             | 2        |
| 3.                                                            | Kína (CHN)                                                    | 1                                                             | 0                                                             | 1                                                             | 2        |
| 4.                                                            | Irán (IRI)                                                    | 1                                                             | 0                                                             | 0                                                             | 1        |
|                                                               |                                                               |                                                               |                                                               |                                                               |          |
| 5.                                                            | Egyesült Államok (USA)                                        | 0                                                             | 1                                                             | 2                                                             | 3        |
| 6.                                                            | Törökország (TUR)                                             | 0                                                             | 1                                                             | 1                                                             | 2        |
| 7.                                                            | Kanada (CAN)                                                  | 0                                                             | 1                                                             | 0                                                             | 1        |
| 7.                                                            | Dominikai Köztársaság (DOM)                                   | 0                                                             | 1                                                             | 0                                                             | 1        |
| 7.                                                            | Görögország (GRE)                                             | 0                                                             | 1                                                             | 0                                                             | 1        |
| 7.                                                            | Olaszország (ITA)                                             | 0                                                             | 1                                                             | 0                                                             | 1        |
| 7.                                                            | Norvégia (NOR)                                                | 0                                                             | 1                                                             | 0                                                             | 1        |
| 7.                                                            | Thaiföld (THA)                                                | 0                                                             | 1                                                             | 0                                                             | 1        |
|                                                               |                                                               |                                                               |                                                               |                                                               |          |
| 13.                                                           | Tajvan (TPE)                                                  | 0                                                             | 0                                                             | 2                                                             | 2        |
| 13.                                                           | Horvátország (CRO)                                            | 0                                                             | 0                                                             | 2                                                             | 2        |
| 15.                                                           | Afganisztán (AFG)                                             | 0                                                             | 0                                                             | 1                                                             | 1        |
| 15.                                                           | Brazília (BRA)                                                | 0                                                             | 0                                                             | 1                                                             | 1        |
| 15.                                                           | Kuba (CUB)                                                    | 0                                                             | 0                                                             | 1                                                             | 1        |
| 15.                                                           | Franciaország (FRA)                                           | 0                                                             | 0                                                             | 1                                                             | 1        |
| 15.                                                           | Nagy-Britannia (GBR)                                          | 0                                                             | 0                                                             | 1                                                             | 1        |
| 15.                                                           | Kazahsztán (KAZ)                                              | 0                                                             | 0                                                             | 1                                                             | 1        |
| 15.                                                           | Nigéria (NGR)                                                 | 0                                                             | 0                                                             | 1                                                             | 1        |
| 15.                                                           | Venezuela (VEN)                                               | 0                                                             | 0                                                             | 1                                                             | 1        |
|                                                               |                                                               |                                                               |                                                               |                                                               |          |
| Összesen                                                      | Összesen                                                      | 8                                                             | 8                                                             | 16                                                            | 32       |

## Érmesek

### Férfi
| A 2008. évi nyári olimpiai játékok férfi érmesei taekwondóban |                                 |                                                      |                                       |
| Versenyszám                                                   | Arany                           | Ezüst                                                | Bronz                                 |
| Légsúly                                                       | Guillermo Pérez · Mexikó (MEX)  | Yulis Gabriel Mercedes · Dominikai Köztársaság (DOM) | Rohullah Nikpai · Afganisztán (AFG)   |
| Légsúly                                                       | Guillermo Pérez · Mexikó (MEX)  | Yulis Gabriel Mercedes · Dominikai Köztársaság (DOM) | Csu Mu-jen · Tajvan (TPE)             |
| Pehelysúly                                                    | Szon Thedzsin · Dél-Korea (KOR) | Mark López · Egyesült Államok (USA)                  | Servet Tazegül · Törökország (TUR)    |
| Pehelysúly                                                    | Szon Thedzsin · Dél-Korea (KOR) | Mark López · Egyesült Államok (USA)                  | Szung Ju-csi · Tajvan (TPE)           |
| Váltósúly                                                     | Hádi Szái · Irán (IRI)          | Mauro Sarmiento · Olaszország (ITA)                  | Csu Kuo (Zhu Guo) · Kína (CHN)        |
| Váltósúly                                                     | Hádi Szái · Irán (IRI)          | Mauro Sarmiento · Olaszország (ITA)                  | Steven López · Egyesült Államok (USA) |
| Nehézsúly                                                     | Csha Dongmin · Dél-Korea (KOR)  | Aléxandrosz Nikolaídisz · Görögország (GRE)          | Chika Chukwumerije · Nigéria (NGR)    |
| Nehézsúly                                                     | Csha Dongmin · Dél-Korea (KOR)  | Aléxandrosz Nikolaídisz · Görögország (GRE)          | Arman Csilmanov · Kazahsztán (KAZ)    |

### Női
| A 2008. évi nyári olimpiai játékok női érmesei taekwondóban |                                      |                                     |                                        |
| Versenyszám                                                 | Arany                                | Ezüst                               | Bronz                                  |
| Légsúly                                                     | Vu Csing-jü (Wu Jingyu) · Kína (CHN) | Buttree Puedpong · Thaiföld (THA)   | Daynellis Montejo · Kuba (CUB)         |
| Légsúly                                                     | Vu Csing-jü (Wu Jingyu) · Kína (CHN) | Buttree Puedpong · Thaiföld (THA)   | Dalia Contreras · Venezuela (VEN)      |
| Pehelysúly                                                  | Im Szudzsong · Dél-Korea (KOR)       | Azize Tanrıkulu · Törökország (TUR) | Diana López · Egyesült Államok (USA)   |
| Pehelysúly                                                  | Im Szudzsong · Dél-Korea (KOR)       | Azize Tanrıkulu · Törökország (TUR) | Martina Zubčić · Horvátország (CRO)    |
| Váltósúly                                                   | Hvang Gjongszon · Dél-Korea (KOR)    | Karine Sergerie · Kanada (CAN)      | Gwladys Épangue · Franciaország (FRA)  |
| Váltósúly                                                   | Hvang Gjongszon · Dél-Korea (KOR)    | Karine Sergerie · Kanada (CAN)      | Sandra Šarić · Horvátország (CRO)      |
| Nehézsúly                                                   | María Espinoza · Mexikó (MEX)        | Nina Solheim · Norvégia (NOR)       | Sarah Stevenson · Nagy-Britannia (GBR) |
| Nehézsúly                                                   | María Espinoza · Mexikó (MEX)        | Nina Solheim · Norvégia (NOR)       | Natália Falavigna · Brazília (BRA)     |